# Giuseppe Albenga
Giuseppe Albenga (Incisa Scapaccino, 9 de junho de 1882 – Turim, 19 de janeiro de 1957) foi um engenheiro civil italiano.

## Biografia
Giuseppe Albenga recebeu a laurea em engenharia civil pelo Instituto Politécnico de Turim em 1904.
Albenga foi professor extraordinário de construção de estradas e ferrovias de 1914 a 1915 na Universidade de Bolonha e de 1915 a 1918 na Universidade de Pisa. De 1919 a 1928 lecionou ciência da construção na Universidade de Bolonha.
Em 1928 Albenga foi apontado para a cátedra de construção de pontes do Instituto Politécnico de Turim, onde foi reitor de 1929 a 1932.
Foi palestrante convidado do Congresso Internacional de Matemáticos em Bolonha (1928).
Suas principais contribuições foram para a teoria e prática da construção de pontes e história da engenharia — foi um dos primeiros a estudar a história do desenvolvimento do concreto armado.
Dentre seus alunos constam Odone Belluzzi, Luigi Stabilini, Letterio Francesco Donato, Augusto Cavallari Murat, Giulio Pizzetti e Riccardo Baldacci.

## Publicações selecionadas
- Giuseppe Albenga, Lezioni di costruzioni idrauliche. Anno 1920-21, Bologna, Sindacato Nazionale Allievi Ingegneri, 1921.
- Giuseppe Albenga, Meccanica applicata alle costruzioni, Torino, Dattilo-Litografia A. Viretto.

1. Statica dei sistemi rigidi, 1922-23.
2. Statica delle costruzioni e resistenza dei materiali, 1923-24.

- Giuseppe Albenga, Lezioni di ponti. Anno 1922-23, Torino, A. Viretto, 1922.
- Giuseppe Albenga, Lezioni di ponti, Torino, Unione tipografico-editrice torinese, 1930-1931.

1. Nozioni generali, 1930.
2. Principii della teoria dei ponti, 1930.
3. Problemi speciali, 1931.

- Giuseppe Albenga, Eligio Perucca, Dizionario tecnico industriale enciclopedico, Torino, UTET, 1937.
- Appunti di costruzioni in legno, ferro e cemento armato dalle Lezioni di Giuseppe Albenga, Torino, Ed. Corda Fratres, 1948.
- Giuseppe Albenga, I ponti, Torino, Unione Tipografico Editrice Torinese, 1953.

1. L'esperienza.
2. La teoria.
3. La pratica.

- Giuseppe Albenga, Moderni ponti stradali in acciaio, Milano, Ufficio italiano sviluppo applicazioni acciaio, 1956.
- Guido Fubini, Giuseppe Albenga, La matematica dell'ingegnere e le sue applicazioni, Bologna, Zanichelli, 1949-1954.

1. Volume primo, 1949.
2. Volume secondo, 1954.